# Il trio infernale
Il trio infernale (The Unholy Three) è un film drammatico del 1925 diretto da Tod Browning. Al film è seguito un remake sonoro nel 1930. In entrambe le versioni, i ruoli del Professor Echo e di Tweedledee sono rispettivamente interpretati da Lon Chaney e Harry Earles. La pellicola è tratto dal romanzo omonimo scritto da Clarence Aaron "Tod" Robbins.

## Trama
Tre fenomeni da baraccone (un ventriloquo, un nano e una sorta di gigante forzuto) che sbarcano il lunario esibendosi in un circo itinerante decidono di lasciare la compagnia dopo che il nano ha assalito un bambino tra il pubblico che lo scherniva durante uno spettacolo. Decisi ad intraprendere la strada del crimine, decidono di diventare una banda di malviventi con il nome di "Trio infernale". Eco il ventriloquo, abile trasformista, assume il ruolo di Mrs. O'Grady, una gentile e delicata nonnina, titolare di un negozio di volatili. Tweedledee, il nano deforme, diventa il suo nipotino, mentre Hercules svolge il ruolo dell'assistente tuttofare.
Travestito da rassicurante ed inoffensiva vecchietta, Eco non fatica a procurare ai suoi due compari diverse informazioni che permettono alla banda di mettere a segno una serie di truffe e rapine ai danni di facoltosi residenti di Park Avenue. La fidanzata di Eco, la ladra Rosie, dapprima è complice della banda, per poi pentirsi quando dell'ultimo colpo del trio infernale, finito in tragedia con l'assassinio di un uomo e il ferimento di una bambina di tre anni, viene incolpato ingiustamente il gentile Hector MacDonald (innamorato follemente di Rosie e da lei ricambiato) che rischia così di finire sulla sedia elettrica. Il trio, spinto dalla gelosia di Eco verso il rivale in amore, prima di fuggire in campagna, ha infatti incastrato l'uomo nascondendo in casa sua la refurtiva dell'ultimo colpo andato a finire male. Giunto il processo che accusa MacDonald, Eco si lascia impietosire dalle suppliche di Rosie di salvare l'innocente e dalla sua promessa di rimanere sempre con lui se salverà Hector; presenzia quindi in aula durante il dibattimento processuale e decide di scagionare l'uomo confessando tutto al giudice in tribunale.
Nel frattempo, Hercules, Tweedledee e Rosie (da loro tenuta in ostaggio) sono nascosti in una baracca fuori città. Il nano viene a conoscenza dell'intenzione di Hercules di fuggire con la ragazza e di spartirsi l'intero bottino con lei tradendo gli altri due compagni. Decide così di liberare il gorilla che il trio si era portato dietro dalla città, e del quale Hercules è terrorizzato. Hercules strangola Tweedledee prima che il gorilla lo assalga e lo uccida a sua volta. Scagionato MacDonald, anche ad Eco viene condonata la pena per aver collaborato con la giustizia, ed egli torna a lavorare nel circo esibendosi nel suo numero da ventriloquo. Rosie mantiene la promessa e si presenta da lui decisa a restargli fedele, ma Eco decide di lasciar libera la ragazza e di permetterle, anche se a malincuore, di raggiungere l'uomo del quale è veramente innamorata.

## Produzione
Il film venne prodotto con un budget di 103.000 dollari dalla MGM. Le riprese durarono dal 22 dicembre 1924 fino al 20 gennaio 1925.

## Distribuzione

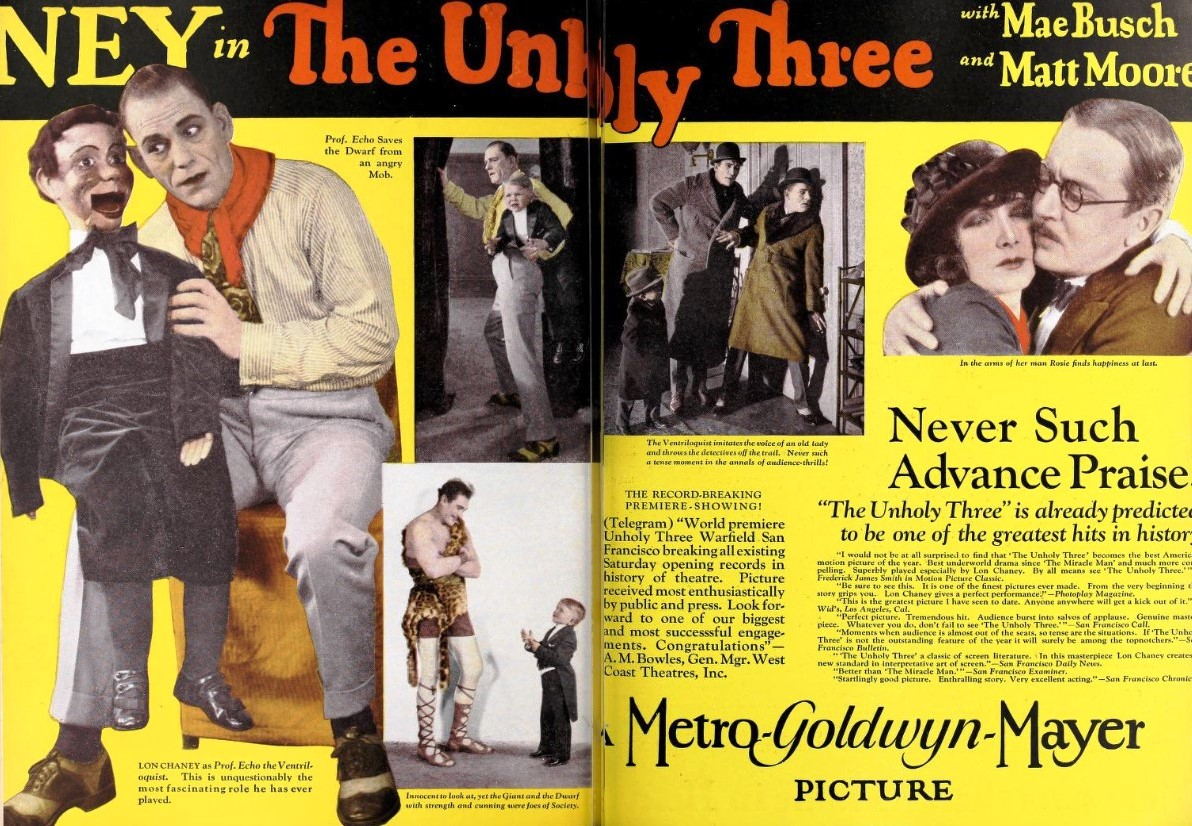
Locandina del film

Il film incassò negli USA 704.000 dollari. Fu distribuito dalla MGM che lo fece uscire in sala il 16 agosto 1925. Nel 2009, uscì in Francia distribuito in DVD dalla Bach Films; nel 2010, la Warner Home Video lo distribuì in DVD e DVD-R negli USA.

### Date di uscita
IMDb
- USA	16 agosto 1925
- Austria	1926
- Germania	settembre 1926
- Finlandia	31 gennaio 1927
- Portogallo	 19 ottobre 1927
- Francia 2009 DVD
- USA 2010 DVD e DVD-R

Alias
- Die unheimlichen Drei	Austria / Germania
- A Trindade Maldita	      Portogallo
- El trío fantástico	Spagna
- Le club des trois	Francia
- Niesamowita trójka	        Polonia
- Szentségtelen három	Ungheria

## Curiosità
- Durante la scena nella quale Eco e compagni decidono di fuggire dalla città, Eco decide di portarsi dietro un "gorilla" che tenevano chiuso in gabbia nel retro del negozio di animali. Il gorilla era in realtà uno scimpanzé alto meno di un metro reso gigantesco con un trucco della macchina da presa e con inquadrature prospettiche. Quando Eco fa uscire la scimmia dalla gabbia, l'inquadratura mostra Eco (con le spalle rivolte alla telecamera) mentre apre la gabbia e conduce poi la scimmia al camion. L'animale appare nella scena essere grande più o meno quanto Eco. Questo effetto venne ottenuto impiegando il nano attore Harry Earles (che interpreta "Tweedledee" nel film) nella parte di Eco per queste brevi inquadrature, e successivamente mostrando il vero Lon Chaney/Eco, facendo così sembrare lo scimpanzé un gorilla gigantesco con un effetto sorprendentemente realistico per l'epoca. Nel remake del 1930 l'animale venne invece interpretato in maniera più dozzinale semplicemente da un uomo mascherato con un costume da gorilla.